# Domaniówka
Domaniówka – szczyt w Paśmie Masłowskim, w Górach Świętokrzyskich, zlokalizowany pomiędzy podkielecką Dąbrową a miejscowością Masłów Pierwszy. Górne partie Domaniówki porośnięte są lasem dębowym. Na południowym zboczu, z którego rozciąga się widok na Świnią Górę, znajduje się oddany do eksploatacji w 1984 r. zbiornik wodociągowy „Świerczyny” o pojemności 10 000 m³.
Przez górę przechodzi  Główny Szlak Świętokrzyski im. Edmunda Massalskiego z Gołoszyc do Kuźniaków.